# Parafia św. Antoniego Padewskiego w Gdyni
Parafia pw. Świętego Antoniego Padewskiego w Gdyni – parafia rzymskokatolicka usytuowana w dzielnicy Wzgórze Św. Maksymiliana w Gdyni. Należy do dekanatu Gdynia-Śródmieście, który należy z kolei do archidiecezji gdańskiej.
W parafii służą Bracia Mniejsi Konwentualni, Franciszkanie. 
Obecnym proboszczem parafii jest Sebastian Fierek OFMConv.

## Historia
- 15 sierpnia 1949 r. – ustanowienie parafii